# Société Nationale de Radiodiffusion et de Télévision
SNRT (franska: Société nationale de radiodiffusion et de télévision) är Marockos nationella TV-bolag.

## Historia
Företaget hette från början Radiodiffusion-Télévision Marocaine (RTM) och var en av det grundande medlemmarna av Europeiska radio- och TV-unionen 1950 och fortsatte vara en aktiv medlem fram till 1961 då företaget istället blev en associerad medlem. 1969 blev företaget återigen en aktiv medlem. De sände Eurovision Song Contest 1980, då landet var med och tävlade. Det är den ända gången Marocko deltagit i Eurovision Song Contest.
2009 blev SNRT aktieägare i Euronews och förvärvade först 0,33 % och utökade sedan sin andel till 6 % 2011.
Den 12 november 2022 erhöll SNRT rättigheterna till att sända tio matcher av VM 2022, vilket inkluderade matcherna där det marockanska landslaget spelade.